# Bruce en Nueva Guinea
Bruce en Nueva Guinea (título original: She nu yu chao) es una película hongkonesa de acción, aventura y drama de 1978, dirigida por C.Y. Yang, escrita por Ku-Yao Yang, en la fotografía estuvo Wan-Chieh Li y el elenco está compuesto por Bruce Li, Sing Chen y Bolo Yeung, entre otros. El filme fue realizado por Hai Hua Cinema Company y se estrenó el 29 de junio de 1978.

## Sinopsis
Dos maestros de kung-fu van a una isla, allí tienen que proteger a la hija del jefe que mataron, el enemigo es un hechicero maligno.